# Ufukoni
Ufukoni è una circoscrizione urbana (urban ward) della Tanzania situata nel distretto urbano di Mtwara, regione di Mtwara. Conta una popolazione di 25 011 abitanti (censimento 2012).